# Porellales
Porellales es un grupo de musgos de la división Hepaticophyta.

## Clasificación
Porellales se divide en los siguientes subórdenes y familias:
Jubulineae
- Frullaniaceae
- Jubulaceae
- Lejeuneaceae

Porellineae
- Goebeliellaceae
- Lepidolaenaceae
- Porellaceae

Radulineae
- Radulaceae